# Eupatorium hardwarense
Eupatorium hardwarense là một loài thực vật có hoa trong họ Cúc. Loài này được Proctor ex C.D.Adams mô tả khoa học đầu tiên năm 1971.